# 云山街道 (长春市)
云山街道，是中华人民共和国吉林省长春市双阳区下辖的一个乡镇级行政单位。

## 行政区划
云山街道下辖以下地区：
幸福社区、南岗社区、东桥社区、春阳社区、华泰社区、通阳社区、北山社区、石桥社区、长山社区、柏山社区、博山社区、清江社区、前进村、永红村、于家村和园艺场。